# Eduard van der Nüll
Eduard van der Nüll (9. ledna 1812 Vídeň – 4. dubna 1868 Vídeň) byl rakouský architekt, významný představitel historismu období výstavby vídeňské třídy Ringstraße. Společně s Augustem Sicardem von Sicardsburgem projektoval stavbu vídeňské Opery (1861–1869).

## Dílo
Ve spolupráci s Augustem Sicardsburgem.
- Carltheater (1846–1847)
- Vídeňská státní opera (1861–1869)
- Haas-Haus, (1866–1868)
- Larisch-Mönnichův palác ve Vídni, (1867-1868)